# Ayumi Hara
Ayumi Hara (原 歩, Hara Ayumi, Hachioji, 21 februari 1979) is een voormalig Japans voetbalster.

## Carrière
Hara speelde onder meer voor INAC Kobe Leonessa.
Zij nam met het Japans vrouwenvoetbalelftal deel aan de Wereldkampioenschappen in 1999. Japan werd uitgeschakeld in de groepsfase. Daar stond Hara in alle drie de wedstrijden van Japan opgesteld. Zij nam met het Japanse nationale vrouwenelftal deel aan de Wereldkampioenschappen in 2007 en zij speelde twee wedstrijden. Japan werd uitgeschakeld in de groepsfase. Zij nam met het Japans vrouwenelftal deel aan de Olympische Zomerspelen in 2008. Daar stond zij in vier de wedstrijden van Japan opgesteld. Japan kwam tot de halve finale.

## Statistieken
| Japans vrouwenvoetbalelftal | Japans vrouwenvoetbalelftal | Japans vrouwenvoetbalelftal |
| Jaar                        | Wed.                        | Dlp.                        |
| --------------------------- | --------------------------- | --------------------------- |
| 1998                        | 3                           | 0                           |
| 1999                        | 12                          | 1                           |
| 2000                        | 6                           | 0                           |
| 2001                        | 4                           | 0                           |
| 2002                        | 2                           | 0                           |
| 2003                        | 0                           | 0                           |
| 2004                        | 1                           | 0                           |
| 2005                        | 1                           | 0                           |
| 2006                        | 0                           | 0                           |
| 2007                        | 5                           | 0                           |
| 2008                        | 8                           | 1                           |
| Totaal                      | 42                          | 2                           |